# Keld Milthers
Keld Milthers (født 29. april 1907, død 2. marts 1960) var en dansk geolog, som især arbejdede med kvartærgeologi og kortlægning af de midtjyske brunkulsforekomster.

## Liv og virke
Sine venners ven var han altid, vi vil huske den hygge, han altid udstrålede, hans muntre sange, og hans rammende og vittige replikker. Og vi vil huske hans hjælpsomhed, hans følsomme sind og fortrolige samtaler.
Keld Milthers var søn af statsgeolog Vilhelm Milthers og Valborg, født Høgsbro. Han blev i 1924 student fra Frederiksberg gymnasium, hvorefter han begyndte at studere naturhistorie ved Københavns Universitet, hvorfra han i 1932 blev mag. scient. i geologi, efter en afbrydelse af studierne 1927-29, hvor han var lærer ved Den fri Skole i Vedbæk.
Milthers var gennem hele sin studietid knyttet til Danmarks Geologiske Undersøgelse, hvor han om somrene arbejdede i felten med kortlægning på forskellige geologiske kortblade i Jylland og på Fyn, både sammen med sin far, på Brandebladet og Vissenbjergbladet, men også sammen med Sigurd Hansen på Tinglevbladet og med V. Nordmann på Vamdrupbladet. Efter sin magisterkonferens kastede han sig over videnskabeligt arbejde, dels landskabsstudier, som i 1935 resulterede i afhandlingen Landskabets Udformning mellem Alheden og Limfjorden, dels fortsatte han sin fars undersøgelser af ledeblokke, og fik i 1935 universitetets guldmedalje for en afhandling om ledeblokke på Sjælland, Lolland-Falster og Møn. I 1935 blev Milthers videnskabelig assistent ved DGU, 1942 udnævntes han til afdelingsgeolog og 1946 til statsgeolog. Han havde da i mellemtiden skrevet doktordisputats med titlen Ledeblokke og Landskabsformer i Danmark.
I årene 1935-37 genoptog Milthers sin lærergerning, som underviser ved Grundtvigs Højskole i Lyngby, hvor han boede med sin kone.
2. Verdenskrig betød mangel på brændsel i Danmark, og de undersøgelser efter brunkul i Midtjylland, hans far havde påbegyndt i årene efter 1. Verdenskrig, blev nu intensiveret, idet Keld Milthers kom til at lede Statens Brunkulseftersøgning gennem årene 1941-49, mens han i 1948 blev leder af DGU’s nyoprettede råstofafdeling. Sideløbende med det tidkrævende brunkulsarbejde fik Milthers også tid til kvartærgeologiske undersøgelser, bl.a. ledeblokstudier i Sverige, og han var i årene 1947-58 en meget afholdt leder af geologiske ekskursioner for foreningen Dansk Natur – Dansk Skole.
Under krigen, hvor Milthers rejste meget rundt i Jylland for at lede brunkulseftersøgningen, kom han ind i Modstandbevægelsen, kom i 1944 ind i Midtjyllands regionsledelse og i 1945 i Jyllandsledelsen.
I 1950'erne underviste han som rejselektor kulturgeografistuderende i geologi ved det humanistiske fakultet ved Aarhus Universitet, men planer om at gøre ham til leder af et nyoprettet geologisk institut i Aarhus blev afbrudt af hans død, og i stedet blev den unge Asger Berthelsen professor.

## Gletsjere ved Tasiilaq
Milthers deltog i 1933 i Knud Rasmussens syvende Thuleekspedition til Tasiilaq i Østgrønland, hvor han studerede gletsjere, og i 1934 i Niels Nielsens ekspedition til Vatnajökull i Island, hvor hans særlige studiefelt var sanderne og jøkelløbets virkninger. De bortkomne negativer til Milthers’ stereofotografier af gletsjere ved Tasiilaq blev i 2009 genfundet, hvilket foranledigede en ekspedition til området, med henblik på at fotografere gletsjerne igen og bestemme den afsmeltning, de i den mellemliggende periode på 77 år var undergået.